# Хиос (округ)
Округ Хиос је округ у периферији Северни Егеј у источној Грчкој. Управно средиште округа је истоимени град Хиос. Округ обухвата истоимено острво Хиос, као и неколико мањих острва у близини (Псара, Антипсара, Инусес).
Округ Хиос је успостављен 2011. године на месту некадашње префектуре, која је имала исти назив, обухват и границе.

## Природне одлике
Округ Хиос је један од острвских округа Грчке. Највећи део округа (око 90% површине) чини острво Хиос, једно од већих Егејских острва. Острво Псара је на око 20 км западно од главног острва, док је Инусес између Хиоса и турске обале.
Сва острва су планинска, а најважнија планина је Пелинео на са врхом на 1.297 м н. в., на северу острва Хиос. Источна и јужна обала Хиоса је ниска и плодна, па је погодна за пољопривреду и насељавање. Западна обала је каменита и стрма.
Клима у округу Хиос је у приморским деловима средоземна са топлим и дугим летима и благим и кишовитим зимама. На већим висинама у унутрашњости острва она има нешто оштрију варијанту.

## Историја
Најстарији археолошки локалитети на подручју округа Хиос говоре о насељености острва још у доба неолита. Негде у 11. веку п. н. е. јављају се прве назнаке цивилизације (класна подела, средишња власт). У доба антике ова област је била део подручја старе Грчке. Хиос је био један од дванаест полиса тзв. "Јонске лиге" у 7. веку п. н. е. ово је омогућило брз развој полиса, који је међу првима ковао новац. Све ово је допринело да острво током антике острвље буде богато и са много становништва (2 до 3 пута више него данас). И током Хеленистичког периода Хиос је остао важно место и на пољу образовања (позната школа говорништва) и на пољу привреде (извоз надалеко познатог вина). Владавина Римљана започела је у 2. веку п. н. е. и острво је било у саставу Провинције Азије.
Средњи век обележен је дугим византијским раздобљем од 6 векова битисања на острву. То је било време мира и благостања на острву. 1204. године после пада Цариграда од стране Крсташа Хиос је привремено био под њима до 1225. године. Те године оно се припаја обновљеној Византији, али под јаким утицајем Ђенове, која постепено, током целог 14. века, преузима власт над острвом и тиме спречава најезду Турака. Власт Ђенове није била дубока и била је ослоњена на управу над лукама и спољном трговином, тако да је месно становништво било слободно у одржавању вере и јаке византијске традиције. Ово мирно раздобље трајало је до 1566. године када Османско царство заузима Хиос. Турци су задржали одређени ниво месне аутономије, али су извршили одређене мере против затеченог грчког становништва. Ипак, острво је остало једно од најимућнијих делова целог царства.
1822. године на острву се јављају одјеци Грчког Устанка, подигнутом у западним деловима Грчке, па се подиже буна на острву. Турски одговор је био немилосрдан - острво је освојено и поробљено, а 5/6 становништва је убијено или претворено у робље. Ова суровост Турака довела до великог занимања западне Европе за судбину Грка. Овим је уништена и острвска привреда, а нови ударац био је земљотрес 1881. године. Ово подручје поново постало део савремене Грчке тек 1913. године. После Грчко-турског рата 1923. године на острву се населило много грчких избеглица из оближње Мале Азије, а острвски Турци су исељени у матицу.
Други светски рат и Грађански рат у Грчкој су тешко погодили ову област. Некадашња префектура, а данашњи округ је протеклих деценија био осавремењен, али то није спречило исељавање становништва из њеног већег дела, поготово из планинског подручја на северу и западу. Развој туризма током последњих деценија спречио је одлив становништва и допринео јачању острвске привреде.

## Становништво
По последњим проценама из 2005. године округ Хиос је имао око 54.000 становника, од чега око чак 97% живи на острву Хиос, а 40% живи у седишту округа, граду Хиосу.
Етнички састав: Главно становништво округа су Грци, а званично признатих историјских мањина нема.
Густина насељености је близу 60 ст./км², што је осетно мање од просека Грчке (око 80 ст./км²).

## Управна подела и насеља
Округ Хиос се дели на 3 општине:
1. Инусес
2. Псара
3. Хиос

Град Хиос је највеће насеље и једини значајан град (> 10.000 ст.) у округу.

## Привреда
Префектура Хиос је због близине копна богатије водом од већине Егејских острва. Посебно је то значајно на нижем и равнијем југу острва, где постоје бројна обрадива поља (винова лоза, маслина, воће, агруми). Последњих деценија туризам се нагло развија, нарочито око града Хиос.